# لب‌لوله‌ماهی
لب‌لوله‌ماهیان (Fistulariidae) نام یکی از خانواده‌ها از ماهیان است.